# Изгубљени град (филм из 2022)
Изгубљени град (енгл. The Lost City) је амерички акционо-авантуристички љубавно-хумористички филм из 2022. године, редитеља Арона и Адама Нија, који су написали сценарио са Ореном Узијелом и Дејном Фокс, по причи Сета Гордона. Главне улоге играју Сандра Булок и Ченинг Тејтум, док споредне улоге чине Данијел Радклиф, Давајн Џој Рандолф и Бред Пит.
Светска премијера филма је одржана 12. марта 2022. на фестивалу South by Southwest, а Paramount Pictures га је објавио у биоскопима у Сједињеним Америчким Државама 25. марта исте године. Taramount Film је објавио филм у биоскопима у Србији 24. марта 2022. године.

## Радња
Повучена кљижевница љубавних романа на турнеји књиге са својим моделом на насловној страни бива ухваћена у покушај отмице који их обоје доводи у језгровиту авантуру у џунгли.

## Улоге
| Глумац             | Улога           |
| ------------------ | --------------- |
| Сандра Булок       | Лорета Сејџ     |
| Ченинг Тејтум      | Алан Каприсон   |
| Данијел Радклиф    | Абигејл Ферфакс |
| Давајн Џој Рандолф | Бет Хатен       |
| Пети Харисон       | Алисон          |
| Оскар Нунез        | Оскар           |
| Бред Пит           | Џек Трејнер     |
| Рејмонд Ли         | полицајац Гомез |
| Боуен Јанг         | Реј             |